# The Other Fool
The Other Fool è un EP del gruppo musicale norvegese Motorpsycho, pubblicato nel 2000.

## Tracce
1. The Other Fool – 3:59
2. The Sailboat Song – 2:59
3. Johnny Finds the Leak – 3:11
4. Jumpin´ Flashback – 3:37
5. Funk ´99 – 4:51

## Formazione
- Bent Saether / voce, basso, chitarre, batteria, percussioni, piano rhodes, wood blocks, mini moog, piano, harmonium
- Hans Magnus Ryan / chitarre, voce, clavinette, basso, violini, mandolino
- Haakon Gebhardt / batteria, voce, percussioni, zither, chitarre, piano